# Federico Fatecchi
Federico Fatecchi (Campana, 1º luglio 1912 – ...) è stato un calciatore argentino, di ruolo difensore.

## Caratteristiche tecniche
Giocava come difensore destro.

## Carriera

### Club
Fatecchi, formatosi a Córdoba, debuttò nel calcio professionistico con la maglia dell'Instituto, club di tale città. Passò poi al River Plate, che giocava all'Estadio Alvear y Tagle: Fatecchi si recava a piedi al campo ogni volta che doveva giocare. Nelle stagioni 1936 e 1937, con il tecnico ungherese Imre Hirschl alla guida del River, Fatecchi fu utilizzato spesso a fianco di Luis Vassini. Con la società di Núñez vinse due campionati nazionali consecutivi nel 1936 e nel 1937. Dopo aver terminato la stagione 1938 con i Millonarios fu ceduto all'Atlanta. Nella società giallo-blu giocò 13 gare nel campionato 1939. Fu poi acquistato dal Banfield, neopromosso in massima serie, e scese in campo nella prima partita in assoluto del club in Primera División, il 12 maggio 1940 contro l'Altanta. Rimase al Taladro fino al 1943.

## Palmarès

### Club

#### Competizioni nazionali
- Campionato argentino: 2

River Plate: 1936, 1937
- Copa Ibarguren: 1

River Plate: 1937